# Orde van Onze Lieve Vrouwe van Villa Viçosa
De Orde van Onze Lieve Vrouwe van Villa Viçosa (Portugees:"Ordem de Nossa Senhora da Conceição de Vila Viçosa") is een op 6 februari 1818 in het Braziliaanse Rio de Janeiro ingestelde Ridderorde die sinds 1910 een Huisorde van het Huis Bragança is.

## Geschiedenis
Deze dynastieke werd door de voor Napoleon naar Zuid-Amerika gevluchte Koning Johan VI van Portugal ingesteld ter herinnering aan de in 1646 herstelde onafhankelijkheid van Portugal. De orde staat onder bescherming van het Onze-Lieve vrouw van Vila Viçosa.
De Orde werd door de koningen van Portugal gebruikt om persoonlijke diensten te belonen en werd veelal aan de Portugese aristocratie verleend.
De provisorische republikeinse regering van Portugal schafte de Orde in 1910 af maar Koning Manuel II die in ballingschap was gegaan bleef de Orde desondanks verlenen. De Hertogen van Bragança, pretendenten van de Portugese troon, verlenen de Orde ook nu nog. Ieder jaar worden op 8 december in Vila Viçosa nieuwe Ridders benoemd.

## Insígnia
Het kleinood van de Orde is een ster met negen punten en de opschrift "Padroeira do Reino".

## Grootkruis
- Charles Rogier, Belgisch minister van Staat.
- graaf Carlo Pellion di Persano
- Felix de Mûelenaere, Belgisch minister van Staat.